# Epizoanthus frenzeli
Epizoanthus frenzeli är en korallart som beskrevs av Ferdinand Albin Pax 1937. Epizoanthus frenzeli ingår i släktet Epizoanthus och familjen Epizoanthidae. Inga underarter finns listade i Catalogue of Life.